# Dobiesław z Olewina
 Dobiesław z Olewina  zwany Olewińskim herbu Ostoja (zm. ok. 1468 r.) – wojski stężycki, cześnik krakowski.

## Życiorys
Dobiesław (Dobek) Olewiński był synem Mikołaja z Olewina. Miał siostrę Helenę i brata Jana. Dobiesław z Olewina herbu Ostoja brał udział w licznych wyprawach wojennych. Po zwycięstwach odniesionych przez rycerstwo polskie w roku 1387, za zasługi poniesione na Rusi Czerwonej oraz za służbę Władysławowi Jagielle w walkach oddziałów polskich na Litwie z Krzyżakami i Witoldem (w roku 1390), otrzymał królewski zapis 100 grzywien na wsiach: Celejów, Jabłonów, Uwisła pod Trembowlą. W roku 1398 Olewiński dokonał podziału dóbr między bratem Janem, ojcem Mikołajem i przyrodnim rodzeństwem. W roku 1409 był jednym z obrońców zamku w Złotoryi przed wojskami zakonu krzyżackiego. Prawdopodobnie to on sprawował komendę nad załogą. Po poddaniu zamku wielkiemu mistrzowi Ulrykowi v. Jungingen Dobiesław trafił do niewoli. Wolność odzyskał dopiero po bitwie grunwaldzkiej. Brał natomiast udział w bitwie pod Koronowem. Długosz wspominał o nim jako najbardziej zasłużonym w tej bitwie spośród rycerstwa. W późniejszych latach jego główną siedzibą stały się Żółcice. W dokumentach często występuje jako Dobiesław z Żółcic (pod Opatowem w ziemi sandomierskiej). W roku 1435 pełnił urząd wojskiego stężyckiego a od 1437 roku cześnika krakowskiego. 